# トッド・フィリップス
トッド・フィリップス（Todd Phillips, 1970年12月20日 - ）は、アメリカ合衆国の映画監督・脚本家・映画プロデューサー。

## 人物
ニューヨークブルックリン区で生まれる。ニューヨーク大学で映画を学び、また、在学中にパンクロッカーのGGアリンをテーマとしたドキュメンタリー映画『全身ハードコア GGアリン』を監督し、成功を収める。次に、大学生のフラタニティに焦点を当てたFrat Houseというドキュメンタリーを撮り、1998年のサンダンス映画祭で上映され、審査員賞を受賞する。
2000年、先のサンダンス映画祭で出会ったアイヴァン・ライトマンの製作総指揮下でコメディ映画『ロード・トリップ』を監督し、以後、劇映画監督も務めるようになる。
2009年にはブラッドリー・クーパー主演作『ハングオーバー! 消えた花ムコと史上最悪の二日酔い』を監督・製作し、これが全米のみで興行収入2億7千万ドルを超えるヒット作となり、さらには第67回ゴールデングローブ賞作品賞（ミュージカル・コメディ部門）を受賞する。
2019年、ホアキン・フェニックス主演作『ジョーカー』で監督・脚本・製作を務め、第76回ヴェネツィア国際映画祭で金獅子賞を受賞した。

## フィルモグラフィ
| 年   | 題名 | 備考                         |
| ---- | --- | ---------------------------- |
| 1994 | 全身ハードコア GGアリン Hated: GG Allin and the Murder Junkies                                                                                | 監督・製作                   |
| 1996 | Screwed | 製作                         |
| 1998 | Frat House | 監督・製作                   |
| 2000 | ビタースウィート・モーテル Bittersweet Motel                                                                                                  | 監督・製作                   |
| 2000 | ロード・トリップ Road Trip | 監督・脚本・出演             |
| 2003 | アダルト♂スクール Old School | 監督・製作・原案・脚本・出演 |
| 2004 | スタスキー&ハッチ Starsky & Hutch | 監督・脚本                   |
| 2006 | 恋愛ルーキーズ School for Scoundrels | 監督                         |
| 2006 | ボラット 栄光ナル国家カザフスタンのためのアメリカ文化学習 Borat: Cultural Learnings of America for Make Benefit Glorious Nation of Kazakhstan | 原案                         |
| 2006 | オール・ザ・キングスメン All the King's Men                                                                                                   | 製作総指揮                   |
| 2009 | ハングオーバー! 消えた花ムコと史上最悪の二日酔い The Hangover                                                                                 | 監督・製作・出演             |
| 2010 | デュー・デート 〜出産まであと5日!史上最悪のアメリカ横断〜 Due Date                                                                            | 監督・製作・脚本             |
| 2011 | ハングオーバー!! 史上最悪の二日酔い、国境を越える The Hangover Part Ⅱ                                                                         | 監督・製作・脚本             |
| 2012 | プロジェクトX Project X | 製作                         |
| 2013 | ハングオーバー!!! 最後の反省会 The Hangover Part Ⅲ                                                                                            | 監督・製作・脚本             |
| 2017 | ウォー・ドッグス War Dogs | 監督・製作・脚本             |
| 2018 | アリー/スター誕生 A Star Is Born | 製作                         |
| 2019 | ジョーカー Joker | 監督・製作・脚本             |
| 2024 | ジョーカー：フォリ・ア・ドゥ Joker Folie à Deux                                                                                               | 監督・製作・脚本             |